# TUT MUSIC SUPPORT
TUT MUSIC SUPPORT（てぃーゆーてぃーみゅーじっくさぽーと）は、学生によるアーティスト支援プロジェクトである。略称は、TMS。

## 概要
TUT MUSIC SUPPORTは、東京工科大学メディア学部に存在し、音楽やプロモーションビデオの制作、コンサート等のイベントの企画、運営等々を通じて、アーティストを支援していくプロジェクトである。2008年10月に同大学メディア学部講師の吉岡英樹、同准教授の大山昌彦を中心として結成された。
このプロジェクトの目的はアーティストの支援活動を柱とするが、アーティストの発掘からマネージメントまでの一つの企業やプロダクションの社会活動を学生が体験することも目的とする。

将来展望としてはアーティストの支援にとどまらず、様々なコンテンツ制作を一つの目標としており、2010年10月23日に、京都精華大学において日本で初めてとなる大学生音楽産業フォーラムが開催されたが、このフォーラムはTUT MUSIC SUPPORTが発端となり開催に至った経緯がある。
さらに、CD販売やイベントで得た利益の一部を、ベトナムの中部山岳地帯にあるガオ村の支援活動に寄付している。
2010年11月の時点で6組のアーティストが所属しているが、このうちダイスケとfuuは同大学の学生であり、ダイスケは2011年2月2日にメジャーデビューすることが決定している。

## 年表
- 2008年　10月にTUT MUSIC SUPPORTが立ち上げられる
- 2010年　ガオ村支援活動開始。大学生音楽産業フォーラム開催

## 所属アーティスト
2010年11月現在
- ダイスケ
- 玉城ちはる
- BUNNY THE PARTY
- fuu
- ペリドットカフェ
- 乱舞虎

## 関連
- intebro
- 山路敦司
- 大阪電気通信大学
- 京都精華大学
- プラン・ジャパン（NGO）
- 安田昌弘